# Björnen
Björnen (fransk originaltitel: L'Ours) är en amerikansk/fransk film från 1988 baserad på James Oliver Curwoods roman Grizzlybjörnen med regi av Jean-Jacques Annaud. Filmen håller sig till ett manus, men rollerna spelas av riktiga björnar. 

## Handling
En liten björnunges mamma dödas av ett stenras. Den föräldralösa ungen fäster sig istället vid en ensam björnhanne. Tillsammans försöker de fly från två jägare. 

## Om filmen
Filmen är inspelad i Dolomiterna och hade världspremiär i Frankrike den 19 oktober 1988. Inspelningen höll på i flera år. Filmen är fåordig och har knappt några dialoger alls
Eftersom vilda hanbjörnar äter björnungar om de kan fick den vuxna björnen förberedas för ungen genom att få leka med en teddybjörn med samma färg och storlek.

## Rollista
- Björnen Bart – kodiakbjörnen
- Björnen Youk – björnungen
- Tchéky Karyo – Tom
- Jack Wallace – Bill
- André Lacombe – mannen med hundarna

## Utmärkelser
Noëlle Boisson blev Oscarsnominerad i kategorin bästa klippning för sin insats i filmen.
- 1988 – Franska Academy Award – Jean-Jacques Annaud
- 1989 – César – Bästa regi, Jean-Jacques Annaud
- 1990 – Genesis Award – Bästa utländska film
- 1990 – Guild Film Award – Bästa utländska film